# Ramón J. Cárcano (localidad)
Ramón J. Cárcano es una localidad argentina ubicada en el Departamento Unión de la Provincia de Córdoba.
Se encuentra 1 km al sur de la Ruta Nacional 9, 17 km al este de la ciudad de Villa María, 14 km al oeste de Ballesteros y 2 km al norte del río Tercero. Se desarrolló sobre una estación de ferrocarril hoy destruida y ocupada por pobladores.

## Población
Cuenta con 57 habitantes (Indec, 2010), lo que representa un descenso del 6,5% frente a los 61 habitantes (Indec, 2001) del censo anterior.
| Gráfica de evolución demográfica de Ramón J. Cárcano entre 1991 y 2010 |
|                                                                        |
| Fuente: Censos nacionales del INDEC                                    |

## Toponimia
El nombre es un homenaje al político Ramón José Cárcano, quien fuera poseedor de una estancia en la zona. Su templo católico es de grandes dimensiones, desproporcionado para la escasa población actual de la localidad, y se llega a ella por una calle rodeada por alamedas. En ella descansan los restos de Ramón Cárcano y parte de su familia. La estancia se dedica a la producción agropecuaria y es el sostén del pueblo. No obstante, los Cárcano se rehusaban a vender lotes para la construcción de casas, por lo que la mayoría de las personas que trabajaban en el lugar edificaron sus viviendas en la cercana Villa María, esta localidad ejerce una fuerte influencia, siendo el lugar adonde acuden sus pobladores para la adquisición de bienes y servicios.